# Associação Internacional das Operadoras de Turismo Antártico
A Associação Internacional das Operadoras de Turismo Antártico (no original: International Association of Antarctica Tour Operators), mais conhecida pela sigla IAATO, é uma organização fundada em 1991 por sete companhias, cujo objetivo é promover o turismo na Antártica de modo responsável e seguro, no que diz respeito ao meio ambiente. Hoje, fazem parte da IAATO mais de 100 companhias de vários países, como Alemanha, Argentina, Austrália, Bélgica, Canadá, Chile, Estados Unidos, França, Itália, Japão, Nova Zelândia, Países Baixos, Reino Unido e Suécia.